# Бойко Анатолій Іванович (футболіст)
Бойко Анатолій Іванович (2 березня 1947, Миколаїв — 26 травня 2024) — радянський футболіст, що грав на позиції захисника та півзахисника. Відомий за виступами за українські клуби «Суднобудівник», івано-франківський «Спартак» та СК «Луцьк». По завершенні ігрової кар'єри — футбольний тренер.

## Клубна кар'єра
Народився Анатолій Бойко в Миколаєві, і розпочав заняття футболом у групі підготовки місцевого клубу «Суднобудівник», де його першим тренером був Іван Олександрович Колбанов. Дебютував Анатолій Бойко в головній команді рідного міста у 1968 році, та виступав у складі миколаївського клубу протягом двох сезонів, які були найуспішнішими для миколаївського клубу за час виступів у чемпіонатах СРСР. У 1968 році разом із командою Бойко став переможцем зонального турніру ІІ групи класу «А», і виступав у фінальному турнірі за право виходу до вищої ліги, у якому «корабели» поступились цим правом свердловському «Уралмашу». У 1969 році «Суднобудівник» вийшов до півфіналу Кубку СРСР, у якому поступились майбутньому переможцю турніру — львівським «Карпатам», а у чвертьфіналі переграли у Москві одну із найсильніших команд Радянського Союзу тих часів — московське «Торпедо», проте у вирішальних кубкових матчах Бойко участі не брав.
У 1970 році Анатолій Бойко виступав у команді класу «Б» «Трубник» із Нікополя, а у 1971 році грав у складі аматорської команди «Авангард» із міста Орджонікідзе Дніпропетровської області.
У 1972 році отримав запрошення від футбольного клубу «Спартак» із Івано-Франківська, і у цьому ж році дебютував у складі прикарпатців у чемпіонаті СРСР серед команд другої ліги. Разом із командою став переможцем зонального турніру, що на той час вважався чемпіонатом УРСР, і у перехідних матчах разом із командою здобув путівку до першої ліги. Анатолій Бойко грав у команді у дебютному для іванофранківців сезоні у першій лізі. Останнім сезоном у професійному футболі для Анатолія Бойка стали виступи у армійському клубі СК «Луцьк» у сезоні 1974 року, після чого він завершив кар'єру футболіста.

## Тренерська кар'єра
Після завершення кар'єри футболіста Анатолій Бойко переїхав до Івано-Франківська, працював у тренерському штабі місцевого клубу «Прикарпаття». Тричі — у 1998, 1999 та 2000 роках — виконував обов'язки головного тренера команди у період, коли івано-франківський клуб грав у вищій лізі чемпіонату України. За час виконання обов'язків головного тренера керував діями команди у 10 матчах. Анатолій Бойко також обраний членом виконкому Івано-Франківської обласної федерації футболу.

## Досягнення
- Переможець зонального турніру другої групи класу А — 1968.
- Переможець Чемпіонату УРСР з футболу 1972, що проводився у рамках турніру в шостій зоні другої ліги СРСР.